# Bruno Benelli
Bruno Benelli (Ravenna, 19 ottobre 1922 – Bologna, 7 agosto 1968) è stato un politico italiano, sindaco di Ravenna dal 1963 al 1968.

## Biografia
Nel 1951, all'età di 29 anni, fu eletto nel Consiglio comunale di Ravenna per il Partito Repubblicano Italiano e nel 1956 venne chiamato a far parte della Giunta municipale dal sindaco Celso Cicognani. Nel 1963 fu eletto sindaco, a capo di una giunta formata da PRI, DC, PSI e PSDI. Quattro anni dopo venne confermato per un secondo mandato, ma si dimise poco dopo per motivi di salute. Morì il 7 agosto 1968, all'età di 46 anni. Durante il suo mandato fu artefice della costruzione del nuovo acquedotto cittadino, dell’acquisizione della Rocca Brancaleone, della ristrutturazione della Loggetta Lombardesca e della riapertura del Teatro Alighieri, nonché della realizzazione del nuovo stadio comunale che fu in seguito intitolato alla sua memoria.